# Eleccions a les Corts Valencianes de 2019
Les eleccions a les Corts Valencianes corresponents a la X Legislatura de la Comunitat Valenciana de l'actual període democràtic se celebraren el 28 d'abril de 2019. La data va fer-se pública el 4 de març de 2019, després de setmanes amb rumors sobre un possible avançament electoral que les fera coincidir amb les eleccions generals espanyoles d'abril del 2019.

## Disolució de les Corts i convocatòria d'eleccions
L'anunci de l'avançament de les eleccions va tenir certa polèmica dins el Govern valencià, ja que es mostraren discrepàncies entre el president de la Generalitat Ximo Puig i la vicepresidenta del Consell Mónica Oltra, i on finalment el vot de qualitat del President del Consell va decidir l'avançament electoral.

## Candidatures electorals

### Candidatures amb representació prèvia en les Corts Valencianes

#### Partit Popular de la Comunitat Valenciana
- Nom de la candidatura: Partido Popular.
- Integrants de la candidatura: Partit Popular de la Comunitat Valenciana (PPCV).[3]
- Cap de llista per Alacant: José Císcar Bolufer.[4]

- Cap de llista per Castelló: Miguel Barrachina Ros.[5]
- Cap de llista per València i candidata a la presidència: Isabel Bonig Trigueros.[4]

#### Partit Socialista del País Valencià
- Nom de la candidatura: Partido Socialista Obrero Español.
- Integrants de la candidatura: Partit Socialista del País Valencià (PSPV).

- Cap de llista per Alacant: Ana Barceló Chico.[6]
- Cap de llista per Castelló i candidat a la presidència: Ximo Puig Ferrer.[7]
- Cap de llista per València: Manuel Mata Gómez.[8]

#### Compromís
- Nom de la candidatura: Coalició Compromís.
- Integrants de la candidatura: Bloc Nacionalista Valencià (Bloc), Iniciativa del Poble Valencià (Iniciativa) i VerdsEquo.
- Cap de llista per Alacant: Aitana Mas Mas.[9]
- Cap de llista per Castelló: Vicent Marzà Ibáñez.[10]
- Cap de llista per València i candidata a la presidència: Mónica Oltra Jarque.[11]

#### Ciutadans-Partit de la Ciutadania
- Nom de la candidatura: Ciudadanos-Partido de la Ciudadanía.
- Integrants de la candidatura: Ciutadans-Partit de la Ciutadania (Cs).
- Cap de llista per Alacant: María Quiles Bailén.[12]
- Cap de llista per Castelló: Mercedes Ventura Campos.[13]
- Cap de llista per València i candidat a la presidència: Toni Cantó García del Moral.

#### Unides: Podem - Esquerra Unida
- Nom de la candidatura: Unides: Podem - Esquerra Unida.
- Integrants de la candidatura: Podem Comunitat Valenciana (Podem) i Esquerra Unida del País Valencià (EUPV).[14]
- Cap de llista per Alacant i candidat a la presidència: Rubén Martínez Dalmau[15][16]
- Cap de llista per Castelló: Irene Rosario Gómez Santos.[16]
- Cap de llista per València: Pilar Lima Gozálvez.[16]

### Candidatures sense representació prèvia en les Corts Valencianes però sí en altres parlaments

#### Vox
- Nom de la candidatura: Vox.
- Integrants de la candidatura: Vox.

#### Esquerra Republicana del País Valencià
- Nom de la candidatura: Esquerra Republicana del País Valencià
- Integrants de la candidatura: Esquerra Republicana del País Valencià (ERPV).
- Cap de llista per Alacant: Mikel Forcada.[17]
- Cap de llista per Castelló i candidat a la presidència: Josep Lluís Albinyana i Olmos.[17]
- Cap de llista per València: Josep Barberà i Sorlí.[17]

## Resultats
| Escrutini de les eleccions a les Corts Valencianes                           |                                                          |                 |          |          |                       |
| Llista electoral                                                             | Llista electoral                                         | Vots            | Vots     | Diputats | Diputats              |
| Llista electoral                                                             | Llista electoral                                         | Vots (sufragis) | Vots (%) | Diputats | Diferència (± escons) |
|                                                                              | Partit Socialista del País Valencià (PSPV-PSOE)          | 637.673         | 23,87    | 27 / 99  | 4                     |
|                                                                              | Partit Popular (PP)                                      | 504.403         | 18,88    | 19 / 99  | 12                    |
|                                                                              | Ciutadans–Partit de la Ciutadania (Cs)                   | 466.391         | 17,45    | 18 / 99  | 5                     |
|                                                                              | Compromís                                                | 439.459         | 16,45    | 17 / 99  | 2                     |
|                                                                              | Vox (Vox)                                                | 278.947         | 10,44    | 10 / 99  | 10                    |
|                                                                              | Units Podem-Esquerra Unida (Unides Podem-EUPV)           | 213.007         | 7,97     | 8 / 99   | 5                     |
|                                                                              | Partit Animalista Contra el Maltractament Animal (PACMA) | 37.972          | 1,42     | 0 / 99   |                       |
|                                                                              | Avant Els Verds Ecopacifistes                            | 8.436           | 0,32     | 0 / 99   |                       |
|                                                                              | Som Valencians en Moviment (UIG-SOM-CUIDES)              | 7.042           | 0,26     | 0 / 99   |                       |
|                                                                              | Esquerra Republicana del País Valencià (ERPV)            | 5.069           | 0,19     | 0 / 99   |                       |
| Participació                                                                 | Participació                                             | 2.671.998       | 75,80%   |          |                       |
| Vots a candidatures                                                          | Vots a candidatures                                      | 2.613.640       | 97,82%   |          |                       |
| Vots en blanc                                                                | Vots en blanc                                            | 20.057          | 0,75%    |          |                       |
| Vots nuls                                                                    | Vots nuls                                                | 38.301,000      | 1,43%    |          |                       |
| Abstenció                                                                    | Abstenció                                                | 852.848         | 24,20%   |          |                       |
| Font: Eleccions Corts Valencianes 2019 Arxivat 2019-04-28 a Wayback Machine. |                                                          |                 |          |          |                       |

### Resultats per circumscripció

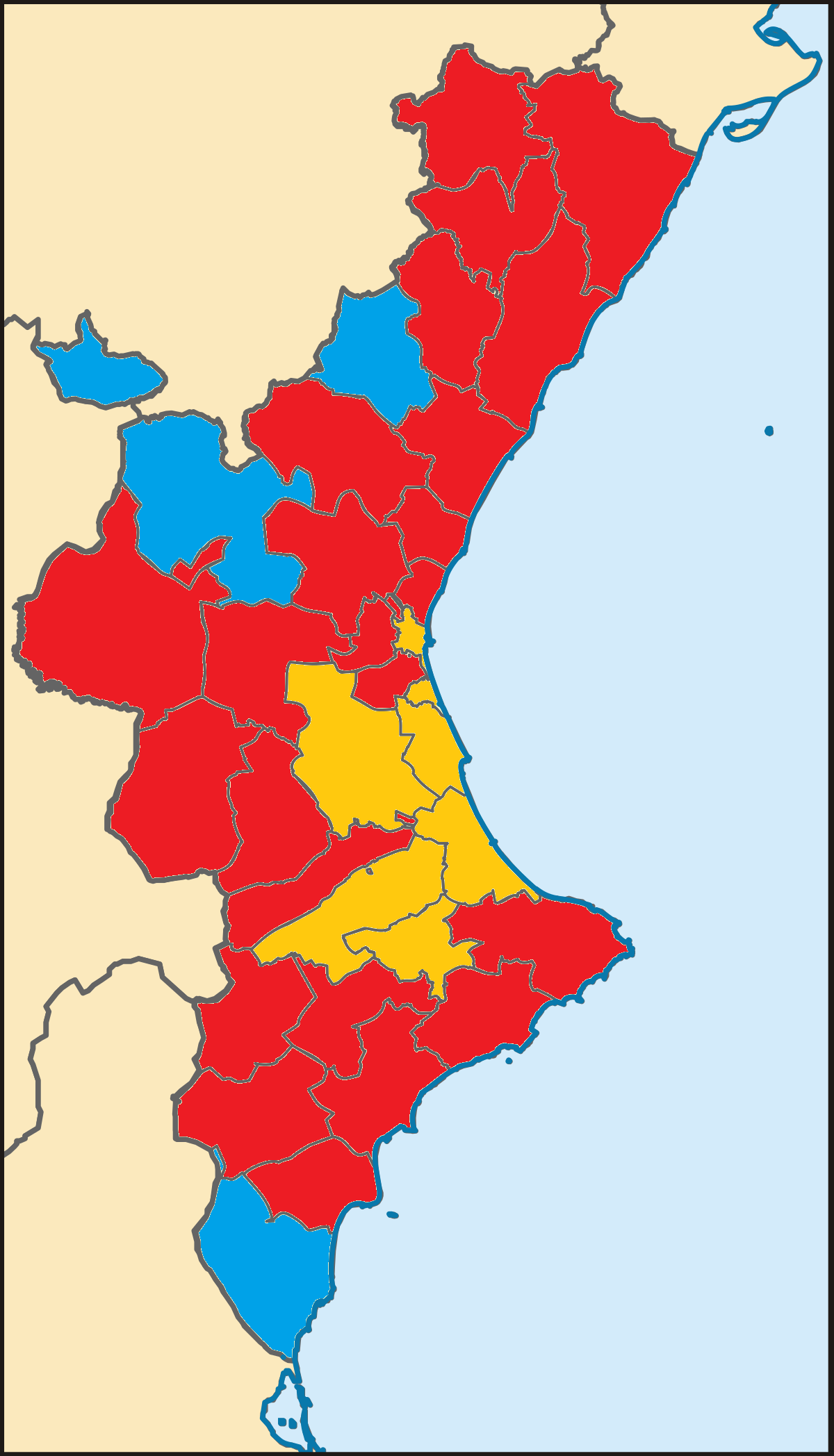
Guanyador de cada comarca en les eleccions a les Corts Valencianes de 2019

| Circumscripció |       |       |       |       |       |      | Dif. | Part. |
| -------------- | ----- | ----- | ----- | ----- | ----- | ---- | ---- | ----- |
| Alacant        | 25,20 | 19,82 | 18,89 | 10,84 | 11,13 | 9,11 | 5,38 | 74,22 |
| Castelló       | 27,13 | 21,21 | 14,90 | 14,18 | 10,31 | 7,64 | 5,92 | 76,60 |
| València       | 22,32 | 17,78 | 17,11 | 20,44 | 10,04 | 7,33 | 4,54 | 76,66 |
| Total          | 23,87 | 18,88 | 17,45 | 16,45 | 10,44 | 7,97 | 4,99 | 75,80 |

| Circumscripció |    |    |    |    |    |   | Total |
| -------------- | -- | -- | -- | -- | -- | - | ----- |
| Alacant        | 10 | 7  | 7  | 4  | 4  | 3 | 35    |
| Castelló       | 7  | 5  | 4  | 4  | 2  | 2 | 24    |
| València       | 10 | 7  | 7  | 9  | 4  | 3 | 40    |
| Total          | 27 | 19 | 18 | 17 | 10 | 8 | 99    |